# Shirdi Airport
Shirdi Airport är en flygplats i Indien.   Den ligger i distriktet Ahmadnagar och delstaten Maharashtra, i den centrala delen av landet, 1 000 km söder om huvudstaden New Delhi. Shirdi Airport ligger 587 meter över havet.
Terrängen runt Shirdi Airport är platt. Runt Shirdi Airport är det tätbefolkat, med 530 invånare per kvadratkilometer. Närmaste större samhälle är Rahata, 11,2 km öster om Shirdi Airport. Trakten runt Shirdi Airport består till största delen av jordbruksmark.